# Zekelita endoleuca
Zekelita endoleuca là một loài bướm đêm trong họ Erebidae.